# 神原千恵
神原 千恵（かんばら ちえ、1977年4月28日 - ）は、研究学園都市コミュニティケーブルサービス（ACCS）のアナウンサー。

## 来歴・人物
茨城県筑西市（旧・真壁郡関城町）出身。茨城県立下妻第一高等学校を経て中央大学経済学部国際経済学科を卒業。
2000年にNHK水戸放送局の契約キャスターとなり、『NHKニュースおはよう日本』、『ゆうどきネットワーク』、『首都圏ネットワーク』などに茨城県の話題を中継などで伝える。
2007年から3年間、茨城県域地上デジタル放送の『こんにちはいばらきわいわいスタジオ』の番組キャスターを務めた。
2010年にNHKを離れて茨城放送のラジオパーソナリティとして活動するが、同年5月に結婚、同年10月からは産休に入っていた。
移籍時期は不明だが、2021年現在はつくば市のケーブルテレビ局・ACCSでコミュニティチャンネルのアナウンサーを務めている。

## 現在の担当番組
- ACCSコミュニティチャンネル「テレビつくば11」各番組

## 過去の担当番組

### 茨城放送時代
- サタスタ9

### NHK水戸放送局時代
- NHK水戸デジタル総合
  - こんにちはいばらきわいわいスタジオ（2007年4月3日 - 2009年3月18日）
  - いばらきわいわいスタジオ
  - とれたてワイドいばらき、ニュースワイド茨城 リポーター
  - 県内朝ニュース（6:55 - 7:00、7:45 - 7:49）
- NHK水戸FM放送
  - FM水戸アップデート
  - FMまるとく茨城
- NHK総合
  - こんにちはいっと6けん
  - ゆうどきネットワーク
  - NHKニュースおはよう日本 - 土曜すてき旅、中継。